# Ørðavíkarlíð
Ørðavíkarlíð (IPA: [ˈøːɹaˌvʊikaɹlʊi], eller Øravíkarlíð och Líðin (IPA: [ˈlʊijɪn]), är en småort på Suðuroy, den sydligaste av öar som utgör Färöarna. Ørðavíkarlíð ligger mellan Ørðavík och Trongisvágur i Tvøroyris kommun. Ørðavíkarlíð är en av få byar på Färöarna som helt saknar eget postnummer då den ibland räknas som en gränd i Ørðavík, tre kilometer längre söderut. Vid folkräkningen 2015 hade Ørðavíkarlíð 60 invånare. Bilfärjan mellan Suðuroy och Torshamn har sedan 2005 stannat vid kajen på Krambatangi i Ørðavíkarlíð, då den gamla hamnen i Drelnes slutade användas.
Den gamla saltsilon vid Drelnes har byggts om till kulturhus, SALT, ett projekt som påbörjades i december 2013. Projektet startades efter ett bidrag på 58 miljoner kroner från Almenfonden, danska staten och den färöiska landsbanken (20 miljoner).

## Befolkningsutveckling
| Befolkningsutvecklingen i Ørðavíkarlíð 1985–2015 | Befolkningsutvecklingen i Ørðavíkarlíð 1985–2015 | Befolkningsutvecklingen i Ørðavíkarlíð 1985–2015 | Befolkningsutvecklingen i Ørðavíkarlíð 1985–2015 | Befolkningsutvecklingen i Ørðavíkarlíð 1985–2015 |
| ------------------------------------------------ | ------------------------------------------------ | ------------------------------------------------ | ------------------------------------------------ | ------------------------------------------------ |
|                                                  |                                                  |                                                  |                                                  |                                                  |
| År                                               |                                                  |                                                  | Folkmängd                                        |                                                  |
| 1985                                             | 1985                                             |                                                  | 62                                               |                                                  |
| 1990                                             | 1990                                             |                                                  | 64                                               |                                                  |
| 1995                                             | 1995                                             |                                                  | 63                                               |                                                  |
| 2000                                             | 2000                                             |                                                  | 71                                               |                                                  |
| 2005                                             | 2005                                             |                                                  | 65                                               |                                                  |
| 2010                                             | 2010                                             |                                                  | 71                                               |                                                  |
| 2015                                             | 2015                                             |                                                  | 60                                               |                                                  |
|                                                  |                                                  |                                                  |                                                  |                                                  |